# Попов Юрій В'ячеславович
Попов Юрій В'ячеславович (1973 — 7.09.2015, м. Сиктивкар, Республіка Комі) — фіно-угорист, комі журналіст, співзасновник та головний редактор порталу Finugor.
Відомий фахівець з корінних народів Російської Федерації. Мав тісні контакти із активістами всіх фіно-угорських народів. У 2001 р. Ю. Попов, на виконання ІІІ Конгресу фіно-угорських народів (Гельсінкі, 2000), став одним із творців Інформаційного центру фіно-угорських народів. У 2001 р., як проєкт згаданого Інформцентру, запрацював сайт Finugor, головним редактором якого став Юрій Попов. Створив естонську, комі, удмуртську та низку інших мовних редакцій сайту.
У 2009 р. Ю. Попов створив і очолив "Організацію фіно-угорських журналістів". Того ж року став переможцем журналістського конкурсу «Признание», одержав «Золотое перо» як кращий журналіст друкованих ЗМІ. Працював журналістом в інтернет-виданні "Комі-Онлайн", а пізніше — "Коминформ".

## Політичні переконання
Ю. Попов виступав за реалізацію корінними народами Російської Федерації своїх політичних, національних та культурних прав. Як журналіст постійно працював над розширенням сфери застосування фіно-угорських мов в електронних ЗМІ. Завдяки своїми широким контактам із фінськими та естонськими вченими і журналістами публікував свої матеріали для західної читацької аудиторії. У російських ЗМІ нерідко піддавався критиці як "ворог Росії, що сіяв фіно-угорський націоналізм та ненависть до Москви".
Публічно виступав із критикою національної політики Республіки Мордовія в частині об'єднання ерзі та мокші в єдиний народ під назвою мордва:
|  | Неможливо зрозуміти, як штучно "склеїти" різну лексику та оголосити цей конгломерат єдиною мовою, а два народи — третім. І російський ГОСТ і міжнародні стандарти визнають мокшанську та ерзянську мову окремими, ніде немає мордовської мови, адже мова — важливий маркер визначення етносу. Так і білорусів з українцями деякі гарячі голови оголошують "росіянами" на підставі спорідненості мов. От тільки народи з цими фантазіями незгідні. |

## Загибель
Востаннє рідні бачили Юрія Попова 6 вересня 2015 року. Він вийшов з дому №75 по вулиці Комуністичній у Сиктивкарі і не повернувся. Його мобільний телефон був відключений. Слідче управління Слідчого комітету Росії по Республіці Комі 8 вересня повідомило, що близько 13:00 поліція знайшла тіло журналіста повішеним на дереві у лісовому масиві по вулиці Лісопарковій у Сиктивкарі. Слідство одразу висунуло попередню версію — суїцид.
На повідомлення про смерть Юрія Попова відреагували активісти практично всіх національних рухів фіно-угорських народів. Співчуття з приводу загибелі Ю. Попова висловили адміністрація Глави Республіки Комі, Глава Державної Ради РК Ігор Ковзєль, Міністерство національної політики РК, Установа "Фенно-Угрія", ерзянський журналіст Пєтрань Андю та ерзянський письменник Ерюш Вєжай, лінгвіст та викладач чуваської мови Артем Федоринчик, комі вчений Оньо Лав, американський фіно-угорист Джеремі Бредлі та багато інших.
Окремі активісти та журналісти фіно-угорських національних рухів, зокрема блог Mastor (ерз. "Країна"), поставили під сумнів суїцид як основну версію загибелі Попова.
Похований на кладовищі у Верхньому Чові поряд із могилою свого діда.